# Guldmarknaden i Jerevan

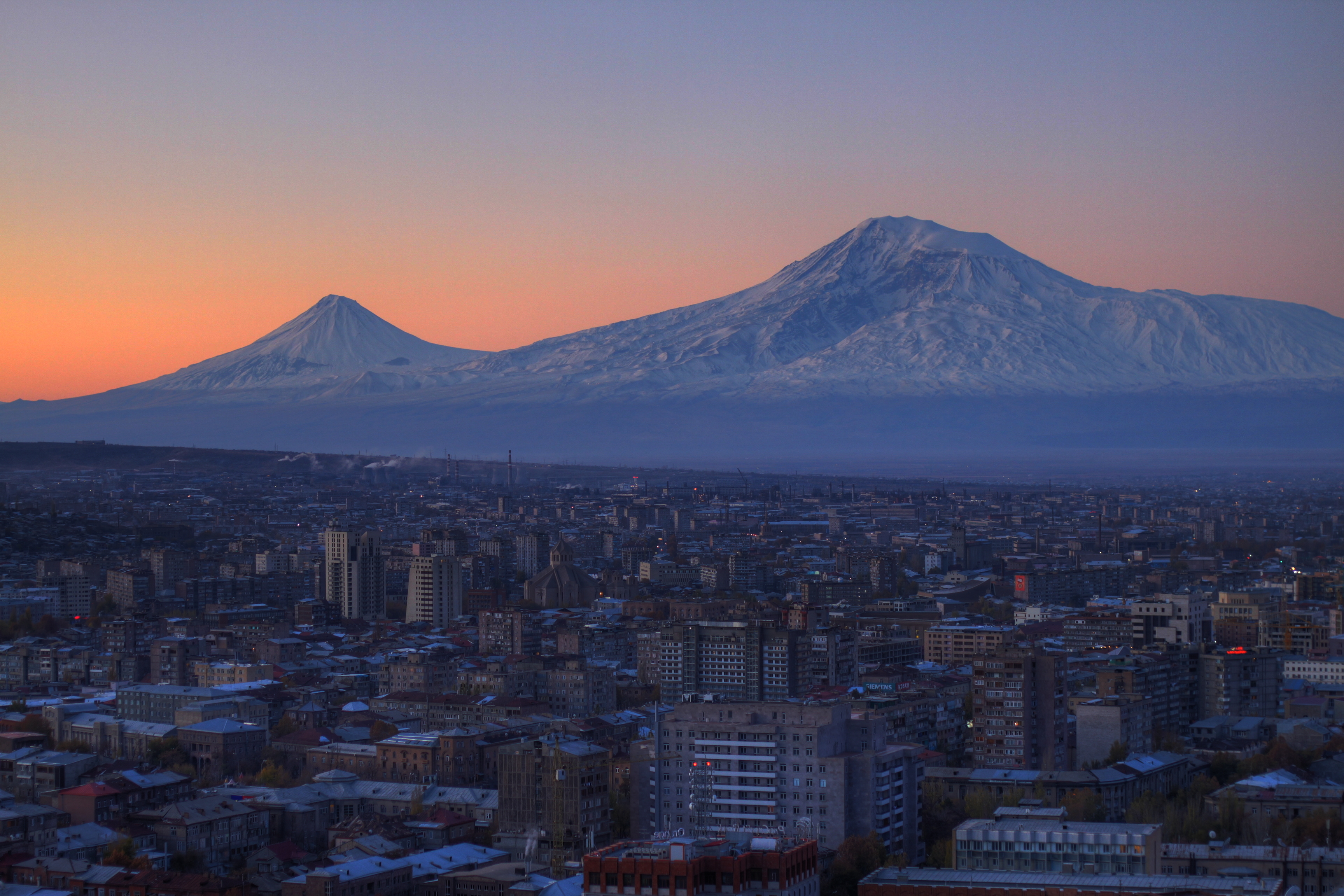
Armeniens huvudstad Jerevan med berget Ararat i bakgrunden.

Guldmarknaden, på armeniska kallad "Vosku Shuka", i Armeniens huvudstad i Jerevan på gatan Movses Chorenatsu är en av stadens marknadsplatser där det säljs guld och diamanter. Marknaden ägs av företaget Vagharsj & söner. Marknaden har stor betydelse för Armeniens handel med guld och har bland annat besökts av ministrar från Armeniens parlament. 